# Ludwig von Mises
Ludwig Heinrich Edler von Mises (født 29. september 1881 i Lemberg i Galicien, død 10. oktober 1973 i New York City i USA) var en førende libertariansk person i den østrigske skole af økonomer, der også tæller Mises' forgængere Carl Menger og Eugen von Böhm-Bawerk samt de yngre skikkelser Murray N. Rothbard, nobelprismodtageren F. A. Hayek og journalisten og forfatteren Henry Hazlitt.

## Historie
Von Mises blev født i 1881 i byen Lemberg i Galicien (det nuværende Lviv), som på daværende tidspunkt var hovedstad i Kongeriget Galicien og Lodomerien inden for det Østrig-Ungarske Kejserrige. Som 19-årig påbegyndte han sine studier ved universitet i Wien, hvorfra han fik sin juridiske afgangseksamen i 1906, og hvor han senere selv kom til at undervise. Hans værker om økonomi var et forsvar for den klassiske liberalisme og de frie markedskræfter og et angreb på socialismen og nazismen. I 1940 emigrerede han til USA. Her udkom hovedværket Human Action i 1949, der dog var en udbygget version af hans Nationalökonomie, udgivet på tysk i 1940.
Mises mente, at et socialistisk samfund ikke ville kunne udvikle sig, eftersom manglen på privat ejendomsret ville gøre det umuligt at fastsætte rationelle priser eller estimere omkostninger. Derudover så han på statens indgriben i markedet, og analyserede, hvorledes det efter hans mening forværrede situationen og ville føre til socialisme. Derfor vurderede han, at det kun var det frie marked, som fungerede. 
Mises er også kendt for sammen med Friedrich Hayek at have udviklet østrigsk konjunkturteori, hvis hovedtanke er, at høj- og lavkonjunkturer skyldes centralbankernes manipulation af pengemængden, der resulterer i fejlinvesteringer og dermed en forkert sammensætning af kapitalapparatet, hvis korrektion før eller siden vil føre til en uundgåelig krise. Mises' tilhængere mener, at han ud fra denne tankegang forudså depressionen i 1930'erne, mens andre har rejst tvivl ved denne opfattelse.